# 2010年コモンウェルスゲームズ
2010年コモンウェルスゲームズ（2010 Commonwealth Games）は2010年10月3日から10月14日にかけてインドのデリーで行われた。

## 大会開催までの経緯
2003年11月13日にジャマイカで行われた理事会で開催が決定した。なお、この大会にはカナダのハミルトンも名乗りも挙げていたが、投票で46対22でデリーが開催地に選ばれた。
国際総合競技大会では1951年と1982年にアジア大会の開催の経験がある。

## 大会の準備
2005年1月には、コモンウェルスゲームズ連盟の副会長ラジャ・ランディール・シンが、大会組織委員会の設立が遅れていることに対する懸念を表明している。しかし2008年1月、コモンウェルスゲームズ連盟は進捗に問題はないと発表した。
本大会の実施に関する最高委員会の代表にはスポーツ省の大臣が、組織委員会の代表にはインドオリンピック委員会会長のスレシュ・カルマディが就任する予定である。
本大会の開催にかかる費用はおよそ16億米ドルと見積もられている。これには、空港や道路など、スポーツと直接関係のないインフラの開発にかかる費用は含まれていない。これにより、本大会は史上最も費用のかかるコモンウェルスゲームズとなる見込みである。
参考までに、2002年コモンウェルスゲームズの開催にかかった費用は約4億2000万米ドル、2006年コモンウェルスゲームズの開催にかかった費用は約11億米ドルである。

## インフラ
現在のデリーには既に、都市計画に基づく国際的な機能が多く備わっている。しかし、大会の間にデリーを訪れる多くの観光客に対応するため、都市部の美化・輸送機関の開発・古い建造物に対する整備など、多くの改良作業がインド政府によって行われた。

## 主な競技会場
- ジャワハルラール・ネルー・スタジアム（開・閉会式、陸上競技、ローンボウルズ、重量挙げ）
- インディラ・ガンディー・アリーナ（アーチェリー、自転車、体操、レスリング）
- デリー大学（7人制ラグビー）
- ディヤン・チャンド国立競技場（ホッケー）

## 各国・地域のメダル獲得数
| 順 | 国・地域         | 金 | 銀 | 銅 | 計  |
| -- | ---------------- | -- | -- | -- | --- |
| 1  | オーストラリア   | 74 | 55 | 48 | 177 |
| 2  | インド           | 38 | 27 | 36 | 101 |
| 3  | イングランド     | 37 | 60 | 46 | 143 |
| 4  | カナダ           | 26 | 17 | 33 | 76  |
| 5  | 南アフリカ共和国 | 12 | 11 | 10 | 33  |
| 6  | ケニア           | 12 | 11 | 9  | 32  |
| 7  | マレーシア       | 12 | 10 | 14 | 36  |
| 8  | シンガポール     | 11 | 11 | 9  | 31  |
| 9  | ナイジェリア     | 11 | 8  | 14 | 33  |
| 10 | スコットランド   | 9  | 10 | 7  | 26  |